# AFC DWS/A in het seizoen 1961/62
Het seizoen 1961/1962 was het achtste jaar in het bestaan van de Amsterdamse betaaldvoetbalclub DWS/A. De club kwam uit in de Eredivisie en eindigde daarin op de 16e plaats, dit betekende dat de club rechtstreeks degradeerde naar de Eerste divisie. Tevens deed de club mee aan het toernooi om de KNVB Beker, hierin werd in de vierde ronde, na strafschoppen, verloren van DOS (2–2).

## Wedstrijdstatistieken

### Eredivisie
|       | ADO   | Ajax  | Blauw-Wit | DOS   | Sportclub Enschede | Feijenoord | Fortuna '54 | GVAV  | MVV   | NAC   | PSV   | Rapid JC | Sparta | Volendam | De Volewijckers | VVV   | Willem II |
| ----- | ----- | ----- | --------- | ----- | ------------------ | ---------- | ----------- | ----- | ----- | ----- | ----- | -------- | ------ | -------- | --------------- | ----- | --------- |
| Thuis | 4 – 2 | 0 – 0 | 0 – 2     | 0 – 0 | 2 – 2              | 2 – 3      | 2 – 1       | 2 – 0 | 1 – 0 | 0 – 3 | 0 – 0 | 0 – 0    | 0 – 0  | 1 – 1    | 2 – 2           | 1 – 1 | 0 – 2     |
| Uit   | 3 – 0 | 8 – 0 | 1 – 2     | 2 – 2 | 6 – 1              | 5 – 2      | 2 – 2       | 3 – 2 | 0 – 0 | 1 – 1 | 2 – 1 | 0 – 1    | 2 – 0  | 0 – 0    | 3 – 5           | 3 – 1 | 3 – 1     |

### KNVB Beker
| 3e ronde                                        | Haarlem                                           | 4 – 5 (2 – 3, 4 – 4) Na verlenging    | DWS/A                                                    |
| 29 april 1962 Plaats: Haarlem Jan Gijzenkade    | Lout Vreeken 3', 36' Ruud Frie 52' Fred Jaski 65' |                                       | 23', 92' Arie de Oude 34' Jan Braam –', 60' Wim de Kreek |
| 4e ronde                                        | DOS                                               | 2 – 2 (2 – 2, 2 – 2) Na strafschoppen | DWS/A                                                    |
| 31 mei 1962 Plaats: Amsterdam Olympisch Stadion | Tonny van der Linden –', 20'                      |                                       | Wim de Kreek Jos Vonhof                                  |

## Statistieken DWS/A 1961/1962

### Eindstand DWS/A in de Nederlandse Eredivisie 1961 / 1962
| Stand | Gespeeld | Gewonnen | Gelijk | Verloren | Punten | Doelpunten voor | Doelpunten tegen |
| ----- | -------- | -------- | ------ | -------- | ------ | --------------- | ---------------- |
| 16e   | 34       | 7        | 14     | 13       | 28     | 38              | 63               |

### Topscorers
| #      | Naam                | Goal |
| ------ | ------------------- | ---- |
| 1.     | Arie de Oude        | 14   |
| 2.     | Wim de Kreek        | 9    |
| 3.     | Jos Vonhof          | 4    |
| 4.     | Hans Boskamp        | 2    |
| 4.     | Nico Hogendorp      | 2    |
| 4.     | Dick Schenkel       | 2    |
| 7.     | Ger Braam           | 1    |
| 7.     | Theo van Doorneveld | 1    |
| 7.     | Dick Hollander      | 1    |
| 7.     | Joop de Jong        | 1    |
| 7.     | Jacques Westphaal   | 1    |
| Totaal | Totaal              | 38   |

| #      | Naam         | Goal |
| ------ | ------------ | ---- |
| 1.     | Wim de Kreek | 3    |
| 2.     | Arie de Oude | 2    |
| 3.     | Jan Braam    | 1    |
| 3.     | Jos Vonhof   | 1    |
| Totaal | Totaal       | 7    |

## Voetnoten
ADO ·
Ajax ·
Blauw-Wit ·
DOS ·
DWS/A ·
Sportclub Enschede ·
Feijenoord ·
Fortuna '54 ·
GVAV ·
MVV ·
NAC ·
PSV ·
Rapid JC ·
Sparta ·
Volendam ·
De Volewijckers ·
VVV ·
Willem II